# Далин, Расмус
Ра́смус Дали́н (швед. Rasmus Dahlin; 13 апреля 2000, Тролльхеттан, Вестра-Гёталанд) — шведский хоккеист, защитник. Является капитаном клуба НХЛ «Баффало Сейбрз». Первый номер драфта НХЛ 2018 года.

## Игровая карьера
Свою игровую карьеру Далин начал в клубе «Лидчёпинг», выступающем в третьей по силе лиге шведского хоккея. Летом 2015 года Расмус присоединился к молодёжному составу «Фрёлунды».
С сезона 2016/17 Далин начал привлекаться к играм основной команды в шведской хоккейной лиге. 12 ноября 2016 года Расмус забил свою первую шайбу на профессиональном уровне в матче против «Карлскруны», которая так и осталась единственной в этом сезоне. 7 февраля 2017 года вместе с командой он стал победителем хоккейной Лиги чемпионов, обыграв в финальном матче пражскую «Спарту» со счётом 4:3. Сезон 2017/18 года Расмус намеревался посвятить борьбе за постоянное место в основной команде и развитию собственных хоккейных навыков с упором на силовую подготовку.
После участия Далина в молодёжном чемпионате мира 2017 года он попал под пристальное внимание скаутов НХЛ, как потенциальный кандидат на позицию первого номера драфта 2018 года (первый шведский игрок после Матса Сундина). Эксперты сравнивали игрока с Эриком Карлссоном, выделяя способности обоих как к атакующим, так и к оборонительным действиям, причём было отмечено, что по эффективности в своём возрасте и влиянию на общекомандную игру Далин превосходит и Карлссона, и даже Никласа Лидстрёма. В числе наиболее сильных сторон игрока выделялись умение обработки и контроля шайбы, а также катание на льду.
22 июня 2018 года на драфте НХЛ 2018 года Далин был выбран под 1-м номером клубом «Баффало Сейбрз». 9 июля 2018 года Расмус подписал трёхлетний контракт новичка с «Сейбрз».
Дебют Далина в НХЛ состоялся 3 октября 2018 года в матче против команды «Бостон Брюинз», где Баффало потерпели поражение со счётом 0:4. Первое очко в карьере НХЛ Расмус набрал 11 октября 2018 года в матче против «Колорадо Эвеланш», отметившись голевой передачей на защитника Натана Болье, хотя это не помогло «Сейбрз» и они уступили со счётом 1:6. 13 октября 2018 года Расмус забил свой первый гол в карьере НХЛ в ворота голкипера Антти Раанты из «Аризона Койотис», а «Сейбрз» одержали в том матче «сухую» победу со счётом 3:0. По итогам сезона 2018/19 Далин попал в символическую сборную новичков чемпионата.
22 сентября 2021 года подписал с «Сейбрз» новый трёхлетний контракт на общую сумму 18 млн долларов.
9 октября 2023 подписал с командой новый восьмилетний контракт на общую сумму 88 млн долларов.

## Статистика
| Легенда | Легенда                    | Легенда | Легенда                   | Легенда | Легенда    |
| ------- | -------------------------- | ------- | ------------------------- | ------- | ---------- |
| И       | Количество проведённых игр | Штр     | Штрафное время            | +/−     | Плюс-минус |
| Г       | Голы                       | П       | Голевые передачи          | О       | Очки       |
| -       | Статистика неизвестна      | —       | Статистика не учитывалась |         |            |